# Eritherium
Eritherium azzouzorum es una especie extinta de proboscídeo temprano que se encuentra en la cuenca de Ouled Abdoun, Marruecos. Vivió hace unos 60 millones de años. Fue nombrado por primera vez por Emmanuel Gheerbrant en 2009. Eritherium es, hasta ahora, el proboscídeo más pequeño, más primitivo y más antiguo conocido.

## Descripción
El holotipo MNHN PM69 se encuentra ahora en el Musée d'histoire naturelle - Guimet in Lyon e incluye una mandíbula superior con accesos del hueso cigomático y dos ramas maxilares, cada uno de los dos premolares posteriores (P3 y 4) y tres molares (M1-3)). La pieza mide aproximadamente 6 pulgadas de largo, 5 pulgadas de ancho y poco más de 3 pulgadas de alto. Además, los fósiles incluyen 15 objetos más, incluidos los huesos del cráneo (huesos  frontales y nasales), fragmentos y dientes de la mandíbula superior e inferior. Medía unos 20 cm de altura a la altura del hombro y pesaba entre 5 y 6 kg.
Generalmente, Eritherium compartía similitudes en la estructura de sus dientes con otros Paenungulata como los extintos embritópodos o los primeros representantes de los manatíes, pero sus dientes son más especializados. La dentición de la mandíbula que se reconstruyó (a partir de dos fragmentos izquierdos) compuso la secuencia completa de los dientes originales de los mamíferos: con tres incisivos, un canino, cuatro premolares y tres molares. La fila de dientes estaba cerrada y no tenía diastema entre el diente canino en los dientes anteriores y posteriores. Esta dentición primitiva de mamíferos es única entre los proboscídeos.
Los molares eran generalmente bunodontes (es decir, con pequeñas cúspides de esmalte en la superficie oclusal). Entre estas protuberancias había abordajes para formar tiras transversales en los dos primeros molares y en el último molar, lo que es típico en los dientes lofodontes. Los premolares tenían solo una o dos cúspides. El primer incisivo es relativamente grande y asimétrico y ya mostraba signos de reducción. Estos hechos vinculan a Eritherium con otros primeros proboscídeos. Otra característica primitiva es la sínfisis corta de la mandíbula.
La reconstrucción de la parte superior del cráneo mostró que la cuenca del ojo estaba relativamente hacia adelante en el cráneo. La mayoría de los otros penungulados tempranos tenían una órbita significativamente desplazada hacia la posición trasera del cráneo.